# Gare de Tarumi
La gare de Tarumi (垂水駅, Tarumi-eki) est une gare ferroviaire localisée dans la ville de Kobe, dans la préfecture de Hyōgo au Japon. La gare est exploitée par la compagnie JR West, sur la Ligne Sanyō (Ligne JR Kobe). Le numéro de gare est JR-A70.

## Situation ferroviaire
Établie à 9 mètres d'altitude, la gare de Tarumi est située au point kilométrique (PK) 13.1 de la ligne Sanyō.

## Histoire
La gare fut ouverte le 1er janvier 1888. Le 9 juillet 1889, un incendie se déclara et causa de nombreux dégâts. Un mois plus tard, la gare change de nom pour se nommer Maiko. Dix ans plus tard, la gare change de nom pour retrouver son nom d'origine et actuel. Le 17 janvier 1995, la gare est fermée à cause du séisme de 1995 à Kobe. En 2003, la carte ICOCA devient utilisable en gare.
En 2015, la fréquentation journalière de la gare était de  33 505 personnes
| 2010   | 2011   | 2012   | 2013   | 2014   | 2015   |
| 34 735 | 34 374 | 34 434 | 34 643 | 33 137 | 33 505 |

Installations et desserte
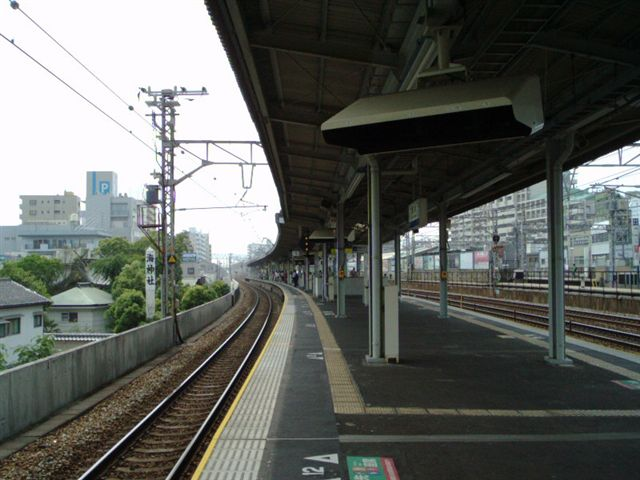
Voies et quais.

## Service des voyageurs

### Accueil
La gare dispose d'un guichet, ouvert tous les jours de 5 h 30 à 23 h, de billetterie automatique verte pour l'achat de titres de transport pour shinkansen et train express. la carte ICOCA est également possible pour l’accès aux portillon  d’accès aux quais.
La gare possède également un coin pour les consignes automatique.

### Desserte
La gare de Tarumi est une gare disposant d'un quai et de deux voies.  La desserte est effectuée par des trains rapides ou locaux.
| N° de voie | Ligne     | Direction                     |
| ---------- | --------- | ----------------------------- |
| 1          | A JR Kobe | Nishi-akashi - Himeji         |
| 2          | A JR Kobe | Sannomiya - Amagasaki - Osaka |

### Intermodalité

#### Train
| Gare         | Ligne | Exploitant | Distance du site |
| ------------ | ----- | ---------- | ---------------- |
| Sanyo Tarumi | Sanyo | Sanyo      | 20m              |

#### Bus
Des bus du réseau Sanyo Bus sont également disponibles près de la gare.

### Site d’intérêt
- Le Sanctuaire shinto Mizuokawachiman-jinja
- Le Sanctuaire shinto Watatsumi-jinja
- Le parc Maiko
- La station balnéaire Maiko